# Ханштетен
Ханштетен (њем. Hahnstätten) општина је у њемачкој савезној држави Рајна-Палатинат. Једно је од 137 општинских средишта округа Рајн-Лан. Према процјени из 2010. у општини је живјело 2.884 становника. Посједује регионалну шифру (AGS) 7141051.

## Географски и демографски подаци
Ханштетен се налази у савезној држави Рајна-Палатинат у округу Рајн-Лан. Општина се налази на надморској висини од 145 метара. Површина општине износи 10,7 km². У самом мјесту је, према процјени из 2010. године, живјело 2.884 становника. Просјечна густина становништва износи 270 становника/km².